# Frederick Eckstein
Frederick Eckstein (* um 1775 als Friedrich Eckstein in Berlin; † 10. Februar 1852 in Cincinnati, Ohio) war ein deutsch-amerikanischer Bildhauer des Klassizismus sowie Maler, Zeichner und Zeichenlehrer.

## Leben
Eckstein wurde als Sohn des Malers und Bildhauers Johannes Eckstein in Berlin geboren. Sein Vater arbeitete für den preußischen Hof Friedrichs II. Die Familie Eckstein bewohnte ein Haus in Potsdam. Sein älterer Bruder, John Eckstein, und seine Schwester, Louisa Eckstein Addelsterren (* um 1790), waren Maler. Unter Johann Gottfried Schadow studierte Friedrich Eckstein an der Berliner Akademie Bildhauerei.
1793 wanderte die Familie Eckstein in die Vereinigten Staaten aus, wo der Vater unter der Firmenbezeichnung John Eckstein & Son einen Kunsthandel in Philadelphia betrieb. Er, sein Vater, Charles Willson Peale, William Rush und andere halfen dort, die Columbianum Society zu gründen, eine Vorläuferin der Pennsylvania Academy of the Fine Arts. Frederick Eckstein blieb in Philadelphia, bis sein Vater 1817 gestorben war.

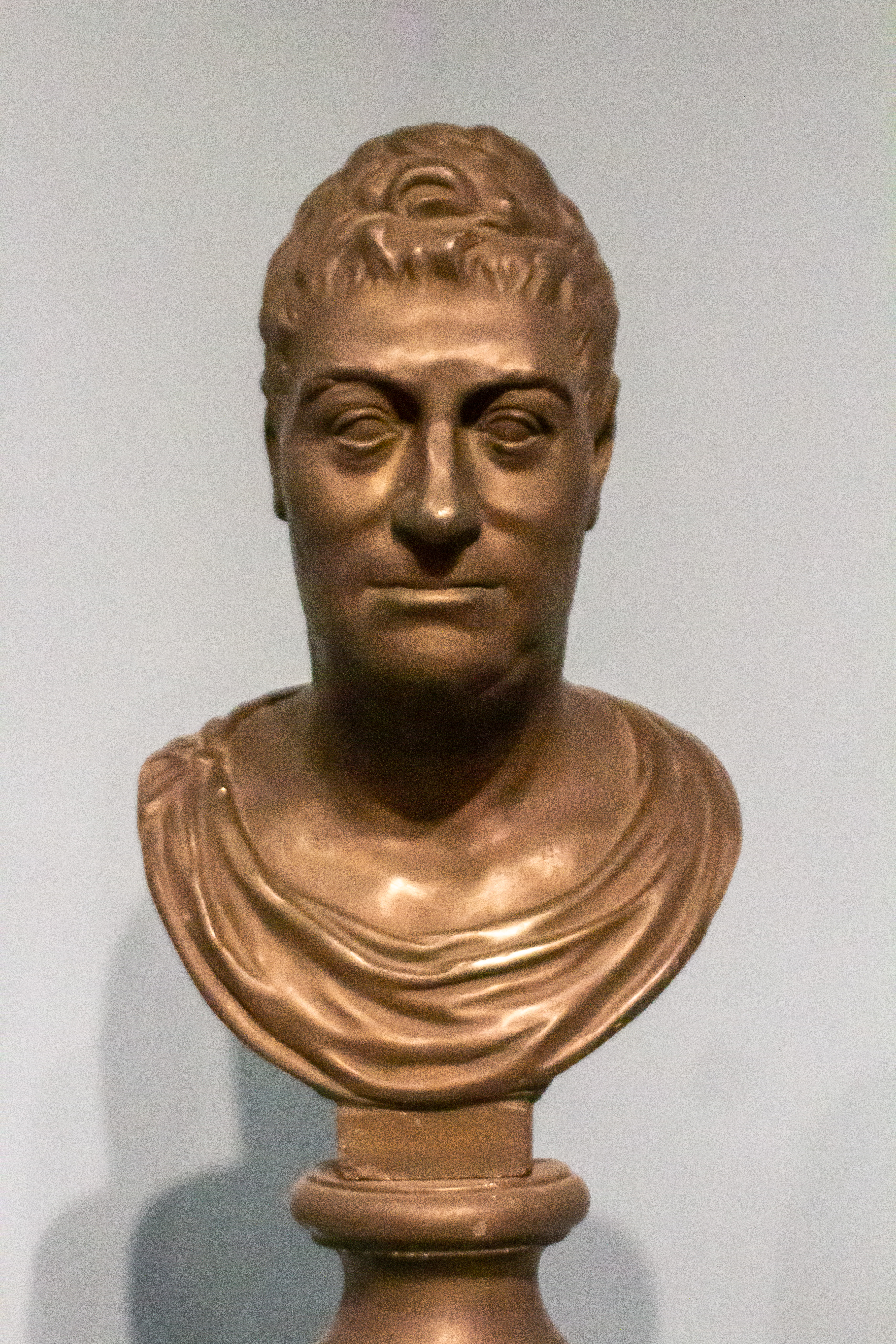
Marquis de La Fayette, 1825, Cincinnati Art Museum

In den folgenden sechs Jahren wirkte er als Lehrer an Schulen in Harmony, Pennsylvania (1817), Wheeling (1820) und Charleston, Virginia (1822). Er heiratete Jane Bailey, eine Tochter des Journalisten Francis Bailey (1744–1817), der Geistlicher der Neuen Kirche war und Schriften von Emanuel Swedenborg ins Englische übersetzte. Das Paar bekam fünf Kinder, Frederick Jr., Mary, Eleanor, Frances und Frank. Am 17. Dezember 1823 kam er mit seiner Familie nach Cincinnati, Ohio, zur Familie seiner Ehefrau. An der Misses Bailey’s School for Young Ladies, einer Töchterschule seiner Ehefrau und ihrer Schwestern, arbeitete er als Zeichenlehrer. Daneben hatte er ein Bildhaueratelier. 1825 schuf er Büsten von Andrew Jackson und dem Marquis de La Fayette, erstere vom lebenden Modell, letztere wohl nach Skizzen, die während eines Besuchs von La Fayette in Cincinnati entstanden waren.
Ab 1826 versuchte er, eine Kunsthochschule zu etablieren. Am 24. März 1828 wurde sie als Cincinnati Academy of Fine Arts aus der Taufe gehoben. Zu Ecksteins Schülern zählte als vielversprechendes Talent der angehende Bildhauer Hiram Powers. Mangels Wirtschaftlichkeit scheiterte Ecksteins Akademie. Ihr Lehrer für Malerei, Auguste Hervieu, trat kurz nach Gründung der Akademie wegen deren schlechten Finanzlage aus dem Unternehmen aus. Durch eine Ausstellung von über 100 Gemälden, die Eckstein am 6. Oktober 1828 eröffnete, versuchte er noch, die Ertragslage seiner Akademie zu verbessern, doch kamen zu wenige Besucher, so dass er im November 1828 die Akademie bereits wieder schließen musste.
In den 1830er und 1840er Jahren lebte und arbeitete Eckstein als Lehrer an verschiedenen Schulen in Kentucky, unterbrochen von einer Zeitspanne von 1838 bis 1840, in der er wieder in Cincinnati weilte. Ende der 1840er Jahre kehrte er abermals dorthin zurück. Auf der Spring Grove Cemetery wurde er begraben.